# Copicucullia mala
Copicucullia mala är en fjärilsart som beskrevs av Smith 1908. Copicucullia mala ingår i släktet Copicucullia och familjen nattflyn. Inga underarter finns listade i Catalogue of Life.